# Sabawi Ibrahim at-Tikriti
Sabawi Ibrahim at-Tikriti (ur. 27 lutego 1947, zm. 8 lipca 2013) – iracki wojskowy, w latach 1991–1995 stojący na czele irackich służb wywiadowczych.

## Życiorys
Był przyrodnim bratem Saddama Husajna, młodszym synem jego matki Subhy.
Brał udział w prześladowaniach irackich Kurdów, w tym w przeprowadzeniu operacji Al-Anfal uznawanej za ludobójczą. W latach 1991–1995 stał na czele Dyrektoriatu Bezpieczeństwa Ogólnego, zaś w 1996 został jednym z najważniejszych doradców Saddama Husajna. Po obaleniu rządów swojego przyrodniego brata wskutek amerykańskiej interwencji w Iraku w 2003 zbiegł do Syrii, skąd prawdopodobnie współorganizował i współfinansował antyamerykańską partyzantkę. 
Na liście najbardziej poszukiwanych działaczy reżimu Saddama Husajna wydanej przez Amerykanów w 2003 znajdował się na 35. pozycji. W 2005 został zatrzymany w Al-Hasace w Syrii, a następnie wydany Amerykanom razem z 29 innych poszukiwanymi Irakijczykami. Miał być to ze strony rządu Baszszara al-Asada gest dobrej woli, zapewniający o tym, że Syria akceptuje obalenie dotychczasowego irackiego reżimu i jest gotowa współpracować z USA.
W 2007 został uznany za winnego morderstwa i zbrodni na narodzie irackim oraz skazany na śmierć za swój udział w represjach wymierzonych w Kurdów. Po wyroku nadal przebywał w amerykańskim więzieniu Camp Cropper. Nigdy nie został stracony; zmarł w 2013 na raka.